# ブライアン・スタン
ブライアン・スタン（Brian Stann、1980年9月24日 - ）は、アメリカ合衆国の男性元総合格闘家、元アメリカ合衆国海兵隊軍人。日本国東京都出身。ペンシルベニア州スクラントン在住。ジャクソンズMMA所属。MCMAP三段。元WEC世界ライトヘビー級王者。
イラク戦争における活躍に対し、米軍の勲章としては三番目に高位である（シルバースター）を2006年に授与されている。

## 来歴
父親の赴任先だった日本の横田基地で生まれ、ペンシルベニア州スクラントンで育った。
2003年に海軍兵学校に入学し、ミドルラインバッカーとしてアメリカンフットボールを経験した。2003年の卒業後はアメリカ海兵隊に入隊した。
2004年5月、海兵隊でのトレーニングの一環として総合格闘技のトレーニングを開始した。
2005年5月、海兵隊少尉として第2海兵師団第3大隊に着任する。同年に参加したイラク戦争中の戦闘で、隊の副隊長として危機的な状況から42人の隊員全てを生還させたことによって、翌年に勲章（シルバースター）を授与された。
2006年1月6日、チーム・クエスト主催のSportFightでプロ総合格闘技デビュー。

### WEC
2006年6月15日、WEC初参戦となったWEC 21でミゲール・コシオと対戦し、TKO勝ち。
2007年3月24日、WEC 26でスティーブ・キャントウェルと対戦し、TKO勝ち。

### 世界王座獲得
2008年3月26日、WEC 33のWEC世界ライトヘビー級タイトルマッチで王者ダグ・マーシャルと対戦。カウンターの左フックでダウンを奪いパウンドで追撃しTKO勝ちを収め王座獲得に成功した。デビュー以来の連続1RKO勝ち記録を6に伸ばした。

### 世界王座陥落
2008年8月3日、WEC 35で行われたWEC世界ライトヘビー級タイトルマッチで挑戦者スティーブ・キャントウェルと再戦し、パウンドでTKO負けを喫し王座から陥落すると同時にキャリア初黒星となった。

### UFC
2009年4月18日、UFC初参戦となったUFC 97でクシシュトフ・ソシンスキーと対戦し、チキンウィングアームロックで一本負け。9月16日、UFC Fight Night: Diaz vs. GuillardにおいてWECで1勝1敗であったキャントウェルとラバーマッチを行い、3-0の判定勝ちを収めた。
2010年2月6日、UFC 109でフィル・デイヴィスと対戦し、グラウンドでコントロールされ続け、0-3の判定負けを喫した。
2010年8月1日、ミドル級転向後初戦となったUFC Live: Jones vs. Matyushenkoでマイク・マッセンジオと対戦し、三角絞めで一本勝ち。ファイト・オブ・ザ・ナイトを受賞した。
2011年1月1日、UFC 125でクリス・リーベンと対戦し、パウンドでTKO勝ちを収めた。
2011年5月28日、UFC 130でSRCミドル級王者ジョルジ・サンチアゴと対戦し、パウンドでTKO勝ち。ファイト・オブ・ザ・ナイトを受賞した。
2011年10月8日、UFC 136でチェール・ソネンと対戦し、終始グラウンドでコントロールされ肩固めで一本負けを喫した。
2013年3月3日、ライトヘビー級復帰初戦となったUFC on Fuel TV 8でヴァンダレイ・シウバと対戦。お互いにダウンを奪い合う壮絶な殴り合いを展開し、左フックからのパウンドで2RKO負け。ファイト・オブ・ザ・ナイトを受賞した。
2013年7月、度重なる頭部へのダメージによってパンチドランカーや精神病になる事を懸念して、総合格闘家を引退する事を発表。現在はUFCの試合解説者として活動している。

## 戦績
| 総合格闘技 戦績 | 総合格闘技 戦績 | 総合格闘技 戦績 | 総合格闘技 戦績 | 総合格闘技 戦績 | 総合格闘技 戦績 | 総合格闘技 戦績 |
| --------------- | --------------- | --------------- | --------------- | --------------- | --------------- | --------------- |
| 18 試合         | (T)KO           | 一本            | 判定            | その他          | 引き分け        | 無効試合        |
| 12 勝           | 9               | 1               | 2               | 0               | 0               | 0               |
| 6 敗            | 2               | 2               | 2               | 0               | 0               | 0               |

| 勝敗 | 対戦相手                   | 試合結果                           | 大会名                                                             | 開催年月日    |
| ×    | ヴァンダレイ・シウバ       | 2R 4:08 KO（左フック→パウンド）    | UFC on Fuel TV 8: Silva vs. Stann                                  | 2013年3月3日  |
| ×    | マイケル・ビスピン         | 5分3R終了 判定0-3                  | UFC 152: Jones vs. Belfort                                         | 2012年9月22日 |
| ○    | アレッシオ・サカラ         | 1R 2:26 KO（パウンド）             | UFC on Fuel TV 2: Gustafsson vs. Silva                             | 2012年4月14日 |
| ×    | チェール・ソネン           | 2R 3:51 肩固め                     | UFC 136: Edgar vs. Maynard 3                                       | 2011年10月8日 |
| ○    | ジョルジ・サンチアゴ       | 2R 4:29 TKO（右フック→パウンド）   | UFC 130: Rampage vs. Hamill                                        | 2011年5月28日 |
| ○    | クリス・リーベン           | 1R 3:37 TKO（膝蹴り→パウンド）     | UFC 125: Resolution                                                | 2011年1月1日  |
| ○    | マイク・マッセンジオ       | 3R 3:10 三角絞め                   | UFC Live: Jones vs. Matyushenko                                    | 2010年8月1日  |
| ×    | フィル・デイヴィス         | 5分3R終了 判定0-3                  | UFC 109: Relentless                                                | 2010年2月6日  |
| ○    | ロドニー・ウォーラス       | 5分3R終了 判定3-0                  | The Ultimate Fighter: Heavyweights Finale                          | 2009年12月5日 |
| ○    | スティーブ・キャントウェル | 5分3R終了 判定3-0                  | UFC Fight Night: Diaz vs. Guillard                                 | 2009年9月16日 |
| ×    | クシシュトフ・ソシンスキー | 1R 3:53 チキンウィングアームロック | UFC 97: Redemption                                                 | 2009年4月18日 |
| ×    | スティーブ・キャントウェル | 2R 4:01 TKO（右フック→パウンド）   | WEC 35: Condit vs. Miura 【WEC世界ライトヘビー級タイトルマッチ】   | 2008年8月3日  |
| ○    | ダグ・マーシャル           | 1R 1:35 TKO（左フック→パウンド）   | WEC 33: Marshall vs. Stann 【WEC世界ライトヘビー級タイトルマッチ】 | 2008年3月26日 |
| ○    | ジェレミア・ビリングトン   | 1R 3:07 TKO（パンチ連打）          | WEC 30: McCullough vs. Crunkilton                                  | 2007年9月5日  |
| ○    | クレイグ・ゼルナー         | 1R 4:57 TKO（パンチ連打）          | WEC 28: Faber vs. Farrar                                           | 2007年6月3日  |
| ○    | スティーブ・キャントウェル | 1R 0:41 TKO（パンチ連打）          | WEC 26: Condit vs. Alessio                                         | 2007年3月24日 |
| ○    | ミゲール・コシオ           | 1R 0:16 TKO（パンチ連打）          | WEC 21: Tapout                                                     | 2006年6月15日 |
| ○    | アーロン・スターク         | 1R 3:14 TKO（パンチ連打）          | SportFight 14: Resolution                                          | 2006年1月6日  |

## 獲得タイトル
- 第6代WEC世界ライトヘビー級王座（2008年）

## 表彰
- UFC ファイト・オブ・ザ・ナイト（3回）
- シルバースター（2006年）

## 出演

### 映画
- 闘魂先生 Mr.ネバーギブアップ（2012年）